# Bernardo Antonio Vittone

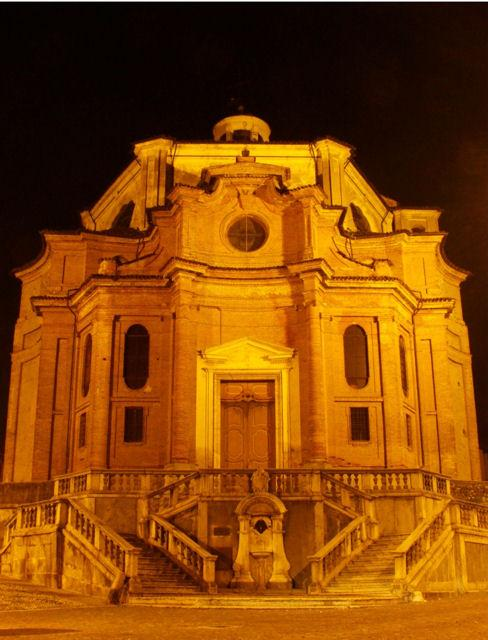
Igreja Paroquial de Santa Maria Assunta em Grignasco, Itália. Projeto de Vittone.

Bernardo Antonio Vittone (Turim, 19 de agosto de 1704 — Turim, 19 de outubro de 1770
) foi um arquiteto e escritor italiano. Foi um dos mais importantes arquitetos do Barroco piemontês no norte da Itália. Vittone alcançou a síntese da inventividade espacial de Filippo Juvarra e o engenho da engenharia de Guarino Guarini, principalmente na concepção das suas igrejas, construções através das quais se tornou mais conhecido.
Vittone redigiu dois tratados de arquitetura: o primeiro foi o extenso Istruzioni elementari publicado em 1760 que aborda na sua maioria questões relacionadas com as ordens de colunas e o segundo foi Istruzioni diverse de 1766 que se versa pelos seus próprios trabalhos.
Era filho do comerciante de tecidos Giuseppe Nicolao Vittone (que, por sua vez, era descendente dos tecelões originários de Cambiano em Chieri) e Francesca Maria Comune irmã de Cristina Maria Comune, esposa do arquiteto Giovanni Giacomo Plantery.

## Publicações
- Corso d'archittura civile sopra li cinque ordine di Giacomo Barrozio da Vignola, 1734
- (em italiano) Istruzioni elementari per indirizzo de giovani allo studio dell' Archittura civile divise in libre tre, e dedicate alla Maesta' infinita di Dio Ottimo Massimo, Agnelli, Lugano, 1760 Texto
- Istruzioni diverse concernenti l'officio dell'architetto civile, ed inservienti d'elucidazione, ed aumento alle istruzioni elementari d'architettura gia al pubblico consegnate; ove si tratta della misura, delle fabbriche, del moto: divise in libri due e dedicate alla gran Vergine, e madre di Dio Maria Santissima, Agnelli, Lugano, 1766 Texto
- Istruzioni diverse, appendice 2, Istruzioni Armoniche osia Breve Tratatto sopra la Natura del Suono del Signor G. G. [G. G. = Giovanni Galletto]